# Bill Berry
William Thomas Berry, detto Bill (Duluth, 31 luglio 1958), è un batterista statunitense, ex membro dei R.E.M. e attuale batterista e fondatore dei The Bad Ends.

## Biografia
William Thomas Berry è nato il 31 luglio 1958 a Duluth, nel Minnesota, quinto figlio di Don e Anna Berry. All'età di tre anni, Berry si trasferì con la famiglia a Wauwatosa nel Wisconsin, un sobborgo di Milwaukee, dove rimasero per i successivi sette anni. Nel 1968 si trasferirono nuovamente, questa volta a Sandusky nell'Ohio.
Nel 1972, la famiglia Berry fece il suo ultimo trasferimento, a Macon in Georgia, giusto in tempo perché Bill potesse iniziare la scuola superiore alla Northeast High School . Fu lì che incontrò il bassista Mike Mills, e suonarono insieme in diverse band, tra cui gli Shadowfax. Il loro primo tentativo di carriera musicale fu di breve durata. Lui e Mills decisero di guadagnarsi da vivere svolgendo varie mansioni. Affittarono un appartamento in Arlington Place a Macon e Bill trovò lavoro presso l'agenzia di viaggi Paragon.

### Dagli esordi con i R.E.M. al semi-ritiro (1978-1997)
Nel 1978 lui e il suo migliore amico, Mike Mills, si trasferiscono ad Athens (Georgia) e si iscrivono all'università. Sarà una fidanzata di Bill, Kathleen O'Brien, a presentare Michael Stipe e Peter Buck a Mills e Berry.
Bill Berry, insieme agli altri componenti,  nel 1980 decide di formare i R.E.M. e vi resterà per circa 17 anni, firmando alcuni dei più grandi album di successo del gruppo come Murmur (1983), Green (1988), Out of Time (1991), Automatic for the People (1992) o Monster (1994).
Bill Berry ha lasciato la band nell'ottobre del 1997. Berry avrebbe dovuto partecipare al successivo album dei R.E.M. Up (1998), che venne registrato tra l'ottobre del 1997 e il settembre del 1998, ma fu costretto a ritirarsi a causa dell'aneurisma che lo colpì nel 1995 durante il Monster Tour in Svizzera. Dopo il ritiro mantenne comunque buoni rapporti con i rimanenti componenti del gruppo che continuarono a produrre album fino al 2011, anno dello scioglimento del gruppo.
Dal 1997, la band accreditò le successive raccolte anche a nome di Bill Berry, dato che contenevano brani registrati con Berry fino al 1997 con il nome Bill Berry - retired 1997.
Lasciata la musica, si rinventa come agricoltore nella sua fattoria di Farmington, Georgia, vicino a Athens.

### Ritorno nell'industria musicale con i " The Bad Ends" (2022-)
Nel 2022, a 25 anni di distanza dall'abbandono dalle scene musicali e dai R.E.M., a 64 anni Berry è ritornato sulle scene formando un nuovo gruppo, The Bad Ends, con musicisti provenienti da Athens e Atlanta. La formazione è composta da Mike Mantione dei Five Eight alla chitarra e alla voce, Dave Domizi al basso e alla voce, Geoff Melkonian alle tastiere e alla voce, Christian Lopez alle chitarre e al mandolino e Berry alla batteria e ai cori. La nascita del gruppo si deve ad un incontro fortuito tra Mike Mantione e Berry in una strada di Athens. Mantione era stato descritto da Peter Buck come "l'eroe non celebrato del rock and roll di Athens" e gli era stata offerta "l'opportunità di suonare nuovamente".
Il gruppo ha pubblicato un singolo e un video dal titolo "All Your Friends Are Dying". Hanno pubblicato il loro primo album di debutto, intitolato The Power and The Glory, il 20 gennaio 2023.

## Discografia

### Album in studio
- 1983 – Murmur
- 1984 – Reckoning
- 1985 – Fables of the Reconstruction
- 1986 – Lifes Rich Pageant
- 1987 – Document
- 1988 – Green
- 1991 – Out of Time
- 1992 – Automatic for the People
- 1994 – Monster
- 1996 – New Adventures in Hi-Fi

### Live
- 2014 – Unplugged 1991-2001 - The Complete Sessions (Disco 1)

### Raccolte
- 1987 – Dead Letter Office
- 1988 – Eponymous
- 1991 – The Best of R.E.M.
- 1994 – Singles Collected
- 1997 – In the Attic
- 2003 – In Time: The Best of R.E.M. 1988-2003
- 2006 – And I Feel Fine... The Best of the I.R.S. Years 1982-1987
- 2011 – Part Lies, Part Heart, Part Truth, Part Garbage 1982-2011
- 2014 – Complete Rarities: I.R.S. 1982-1987
- 2014 – Complete Rarities: Warner Bros. 1988-2011